# Kinhütte
La Kinhütte (2.584 m s.l.m.) è un rifugio alpino del Massiccio del Mischabel (Alpi Pennine) situato nella Mattertal (Canton Vallese).

## Caratteristiche
Il rifugio è collocato su uno sperone roccioso della cresta sud-est del Grabenhorn, montagna che è collocata lungo la cresta che dal Dom scende verso ovest.
È stato ricostruito nel 2001 sulle rovine di un vecchio rifugio del 1903.

## Accesso
L'accesso avviene da Randa in circa tre ore e trenta.

## Ascensioni
- Täschhorn - 4.491 m

## Traversate
- Domhütte - 2.949 m
- Europahütte - 2.220 m